# Varan (kaiju)

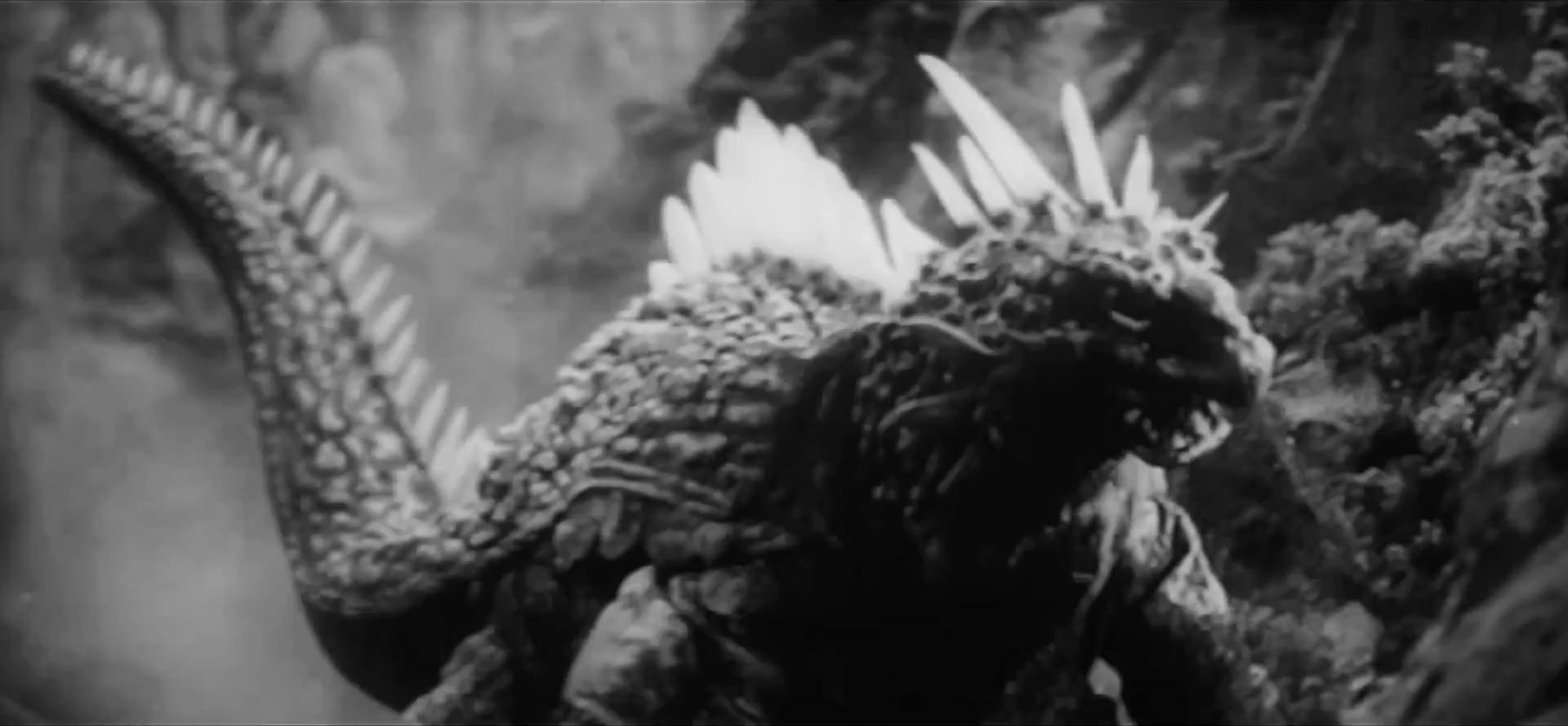
Scène de Daikaiju Baran.

Varan (バラン, Baran) est un kaiju qui apparaît en premier lieu en 1958 dans le film Varan, le monstre géant.  

## Liste des apparitions
- 1958 : Varan, le monstre géant (Daikaijū Baran), de Ishirô Honda
- 1968 : Les envahisseurs attaquent (Kaijû sôshingeki), de Ishirô Honda